# Веце (аэропорт)
Аэропо́рт Ве́це или Аэропо́рт Ни́жнего Ре́йна. (нем. Der Flughafen Weeze, нем. Verkehrsflughafen Niederrhein) — аэропорт, расположенный в 4 км к югу от Веце в районе Нижний Рейн на западе Германии, федеральная земля Северный Рейн-Вестфалия. Аэропорт расположен в 7 км к северу от городка Кевелар, в 33 км к юго-востоку от города Неймеген, Нидерланды, в 48 км к северо-востоку от Дуйсбурга. Аэропорт использует имущество, оставшееся от бывшей военной авиабазы RAF Laarbruch. В качестве гражданского аэропорта он начал свою деятельность в 2003 году.
Аэропорт Веце используется в основном бюджетными авиакомпаниями. Большую часть перевозок осуществляет авиакомпания Ryanair. Код аэропорта ИАТА — NRN, поскольку официальное название аэропорта — «Аэропорт Нижнего Рейна».
Название аэропорта менялось несколько раз. Операторы аэропорта изначально хотели назвать его в честь города Дюссельдорфа, но значительное расстояние (ок. 90 км) до города, который в свою очередь уже имел три аэропорта, расположенных более близко, один из которых — международный аэропорт Дюссельдорф, не позволило его так назвать. Это было сделано также, чтобы не вводить в заблуждение пассажиров. Тем не менее, авиакомпании, использующие этот аэропорт, особенно Ryanair, называют его «Dusseldorf (Weeze)». Из аэропорта удобно добираться до таких городов Нидерландов, как Венло, Неймеген, Арнем.
Из аэропорта до Дюссельдорфа есть 9 прямых автобусных рейса в день. Автобусы ходят также до Веце, Кевелара, Эссенa (с проездом через Дуйсбург) и Кёльна в Германии, а также каждый час до Венло, Неймегена и Арнема. От городов Кевелар и Веце до Дюссельдорфа можно добраться на поезде.

## Пассажиропоток
| год  | количество пассажиров |
| ---- | --------------------- |
| 2003 | 207 992               |
| 2004 | 796 745               |
| 2005 | 591 744               |
| 2006 | 585 403               |
| 2007 | 848 852               |
| 2008 | 1 525 063             |
| 2009 | 2 403 119             |
| 2010 | 2 896 999             |